# Memorial Stadium (Champaign)

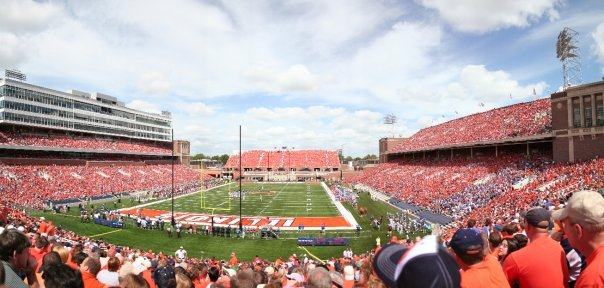
Panorámica del estadio.

Memorial Stadium es un estadio de fútbol americano colegial ubicado en el campus deportivo de la Universidad de Illinois Champaign en Champaign, Illinois, fue inaugurado el 3 de noviembre de 1923, tiene una capacidad para albergar a 62 872 aficionados cómodamente sentados, su equipo local son los Illinois Fighting Illini pertenecientes a la Big Ten Conference de la National Collegiate Athletic Association.